# 関威雄
関 威雄（せき たけお、1892年（明治19年）3月10日 - 1955年（昭和30年）1月20日）は、日本の政治家。新潟県高田市（現・上越市）長（2期）。

## 経歴
新潟県南魚沼郡上田村（現・南魚沼市）生まれ。1906年（明治39年）新潟県高田師範学校卒。小学校訓導、同校長、新潟県視学、知事官房主事、岩船郡長、佐渡支庁長、学務兵事課長などを経て、1930年（昭和5年）長岡市助役となる。その後、1938年（昭和13年）7月に大阪機械製作所に入社し、同長岡工場で勤務する。

### 1947年高田市長選挙
1947年（昭和22年）初の高田市長選挙に立候補し、無所属新人と共産党公認の新人2人を破って当選する。
※当日有権者数：18,887人 最終投票率：73.8%（前回比：-pts）
| 候補者名   | 年齢 | 所属党派   | 新旧別 | 得票数  | 得票率 | 推薦・支持 |
| ---------- | ---- | ---------- | ------ | ------- | ------ | ---------- |
| 関威雄     | -    | 無所属     | 新     | 8,337票 | 61.2%  | -          |
| 丸山庄五郎 | -    | 無所属     | 新     | 4,173票 | 30.7%  | -          |
| 北川省一   | -    | 日本共産党 | 新     | 1,103票 | 8.1%   | -          |

同年4月10日に就任した。

### 1951年高田市長選挙
1951年（昭和26年）4月22日に一旦退任するが、ほか2人を破って再選し、同月25日に再び就任した。
※当日有権者数：-人 最終投票率：93.2%（前回比：19.4pts）
| 候補者名 | 年齢 | 所属党派 | 新旧別 | 得票数  | 得票率 | 推薦・支持 |
| -------- | ---- | -------- | ------ | ------- | ------ | ---------- |
| 関威雄   | -    | -        | 前     | 8,274票 | 46.5%  | -          |
| 川瀬勘治 | -    | -        | -      | 6,331票 | 35.6%  | -          |
| 白石源吉 | -    | -        | -      | 3,178票 | 17.9%  | -          |

戦後の混乱から復興へ、多くの実績を残した。1947年（昭和22年）10月12日に昭和天皇の戦後巡幸を迎えた際には、市民奉迎場で昭和天皇の先導役を務めた。
1955年（昭和30年）1月20日、胃癌のため在職中のまま死去した。